# Ольхи (Тульская область)
Ольхи — деревня в Плавском районе Тульской области России.
В рамках административно-территориального устройства входит в Ново-Жуковский сельский округ Плавского района, в рамках организации местного самоуправления включается в Молочно-Дворское сельское поселение.

## География
Расположена в 24 км к югу от города Плавска и в 83 км к югу от центра Тулы.

## Население
| 2002 | 2010 |
| ---- | ---- |
| 207  | ↗209 |

Население — 209 чел. (2010).